# Dōgen
Dōgen Kigen (道元希玄 Dōgen Kigen?), cunoscut de asemenea ca Dōgen Zenji (道元禅師?) și Eihei Dōgen (永平道元?), (n. 19 ianuarie 1200, Koga⁠(d), Kinai⁠(d), Japonia – d. 29 septembrie 1253, Kyoto, Japonia) s-a născut într-o familie de nobili japonezi, fiind descendent (a noua generație) al împăratului Murakami. Moare la Kyoto, la 28 august. A fost discipolul lui Myōan Eisai.
Dogen Kigen este considerat a fi întemeietorul școlii Sōtō, al budismului Zen în Japonia și, de asemenea, unanim acceptat ca unul dintre cei mai valoroși filosofi pe care i-a avut Japonia. Făcând parte dintr-o una din ramurile influentei familii Minamoto, el fuge de acasă, la vârsta de 12 ani, la mănăstirea Enryaku-ji a școlii Tendai, situată pe Muntele Hiei. Nefiind satisfăcut de învățătura din mănăstire, și după ce a căutat timp de șase ani un maestru, îl va cunoaște în final, pe maestrul Myozen. Împreună cu acest învățat, Dogen a vizitat China, unde a stat timp de patru ani.
Reîntors în Japonia și-a dedicat restul vieții implantării elementelor religiei Sōtō Zen aici. Ceea ce diferenția școala Sōtō Zen de celelalte școli Zen a fost faptul că punea un mare accent pe practicarea meditației statice zazen, Dogen mergând până la a identifica această practică cu nirvana.
Principiile fundamentale ale Zen-ului Sōtō: 
- practica este fără scop și fără obiect (mushotoku);
- abandonul corpului și al minții (shin jin datsu raku);
- practica în sine este satori (shusho ichinyo).

Dogen este autorul unor importante tratate care au fundamentat doctrina și practica Zenului si au pus bazele unei vieți monastice dedicate buddhismului autentic.

## Legături externe
- Materiale media legate de Dogen la Wikimedia Commons